# Pseudohercitis viridiaenea
Pseudohercitis viridiaenea är en skalbaggsart som beskrevs av Moser 1921. Pseudohercitis viridiaenea ingår i släktet Pseudohercitis och familjen Melolonthidae. Inga underarter finns listade i Catalogue of Life.